# Myotis austroriparius
Myotis austroriparius (Rhoads, 1897) è un pipistrello della famiglia dei Vespertilionidi endemico degli Stati Uniti d'America.

## Descrizione

### Dimensioni
Pipistrello di piccole dimensioni, con la lunghezza totale tra 77 e 97 mm, la lunghezza dell'avambraccio tra 33 e 40 mm, la lunghezza della coda tra 26 e 44 mm, la lunghezza del piede tra 7 e 12 mm, la lunghezza delle orecchie tra 9 e 16 mm e un peso fino a 8,1 g.

### Aspetto
La pelliccia è corta, densa e lanosa. Le parti dorsali sono bruno-giallastre o bruno-grigiastre, mentre le parti ventrali sono giallo-brunastre. In estate effettua una muta del pelo che diviene inferiormente bianco. Negli esemplari osservati nello stato dell'Indiana, questo colore sembra persistere anche in inverno. Il muso è rosato. Le orecchie sono moderatamente lunghe, strette e arrotondate. Il trago è lungo circa la metà del padiglione auricolare, lanceolato, smussato e con un piccolo lobo rotondo alla base del bordo posteriore. Le ali sono attaccate posteriormente alla base delle dita del piede. Le dita dei piedi sono ricoperte di lunghi peli che si estendono fino alle punte degli artigli. La lunga coda è inclusa completamente nell'ampio uropatagio. Il calcar è privo di carenatura. Il cariotipo è 2n=44 FNa=50.

## Biologia

### Comportamento
Si rifugia in gruppi all'interno di grotte, edifici, sotto ponti, in miniere o cavità degli alberi, talvolta insieme a Tadarida brasiliensis e Myotis grisescens. I siti variano secondo le stagioni, effettuando tuttavia brevi spostamenti non superiori a 80 km. Forma vivai di diverse migliaia di femmine con i loro piccoli, mentre i maschi tendono ad essere solitari o a formare piccole colonie di scapoli. Nella parte più settentrionale dell'areale entra in ibernazione. L'attività predatoria inizia in tarda serata.

### Alimentazione
Si nutre principalmente di ditteri e in misura minore di coleotteri catturati in volo su specchi d'acqua.

### Riproduzione
Gli accoppiamenti avvengono tra metà febbraio e metà aprile e le nascite tra fine aprile e metà maggio. Danno alla luce 2 piccoli alla volta. Diventano indipendenti dopo tre settimane di vita.

## Distribuzione e habitat
Questa specie è endemica degli Stati Uniti d'America sud-orientali, negli stati del Texas orientale, Oklahoma sud-orientale, Louisiana, Mississippi; Arkansas meridionale ed orientale, Missouri sud-orientale, Illinois e Indiana meridionali; Kentucky e Tennessee occidentali; Alabama meridionale ed occidentale, Georgia, Florida settentrionale e centrale, Carolina del Sud e Carolina del Nord sud-orientale.
Vive nelle foreste ripariali.

## Conservazione
La IUCN Red List, considerato il vasto areale, la popolazione presumibilmente numerosa e la presenza in diverse aree protette, classifica M.austroriparius come specie a rischio minimo (Least Concern)).